# O・A・クライン
オーティス・アデルバート・クライン（Otis Adelbert Kline、1891年 - 1946年）は、パルプ・マガジン全盛期に活躍したアメリカ合衆国のSF作家、冒険小説家、著作権エージェント。ただし2009年9月現在、日本語訳されている作品は『火星の無法者』と『火星の黄金仮面』の2作しかない。
作品の多くは、パルプ雑誌「ウィアード・テイルズ(Weird Tales)」に発表された。

## バローズとの確執
クラインについては、エドガー・ライス・バローズとの文芸上の確執について語られることが多い。
クラインはいわゆる“惑星間のロマンス”が既存のジャンルとなるはるか前の1929年に、金星を舞台にしたSF冒険小説「Planet of Peril」を発表した。これによりクラインに自分の縄張りであるSFものの領域を荒らされたと感じた「火星シリーズ」の作者バローズは、「金星シリーズ」を書き始める。それに対してクラインの出した答えは、より多くより直接的な「侵入」であった。クラインは火星を舞台にした更に2篇の小説を発表したのである。また、バローズの「ターザン」シリーズを容易に連想させる、白人が主人公のジャングル冒険譚をも続けざまに執筆した。しかし、この確執の証拠は間接的なものしかなく、二人の作家が死去した後まで、この確執が本当に存在したのかどうかは明らかにはされなかった。

## ハワードとの交友
1930年代半ばからクラインは、友人であったロバート・E・ハワードの著作権エージェントとしての職に集中するために、執筆活動をやめている。
クラインはこの職に、1933年春から、ハワードが死ぬ1936年6月まで従事し、更にその後は彼の遺産管理者を務めた。

## 主な著書

### 金星シリーズ（Venus series）
- Planet of Peril （1929年）
- The Prince of Peril （1930年）
- The Port of Peril （1932年）

### 火星シリーズ（Mars series）
- The Swordsman of Mars （1933年）
- The Outlaws of Mars （1933年）
  - 『火星の無法者』 （1967年、久保書店QTブックス、井上一夫訳）
  - 『火星の黄金仮面』 （1978年、創元SF文庫、井上一夫訳、武部本一郎画）

### その他
- Maza of the Moon （1930年）
- The Call of the Savage（Jan of the Jungle） （1931年）
- Tam, Son of the Tiger （1931年）
- Stolen Centuries （1939年）
- Jan in India （1935年）
- The Man Who Limped and Other Stories （1946年）：短編集